# Karine Fréchette
Pour les articles homonymes, voir Fréchette.
Karine Fréchette, née en 1985 à Montréal, est une artiste peintre canadienne.

## Biographie
Elle détient un baccalauréat en arts visuels et médiatiques de l'Université du Québec à Montréal ainsi qu'une maîtrise (Studio Art, Painting and Drawing) de l'Université Concordia.
Elle est représentée par la galerie Blouin Division.

« Sa pratique entend susciter une expérience optique et physique de l'objet pictural. Les motifs se répètent et s'accumulent jusqu'à susciter diverses illusions spatiales. Une modulation de la surface passe simultanément de l'expansion à la rétraction, du repli au déploiement. Elle cherche non seulement à reproduire le mouvement ou encore à simuler différents rythmes, mais également à activer l'espace autour du tableau. »

## Expositions (sélection)

### Expositions individuelles
- 2019 : Wakes (Sillages), Galerie Art mûr Berlin, Berlin, Allemagne[3]
- 2018 : Karine Fréchette, Galerie René Blouin, Montréal
- 2017 : Astérismes, Galerie McClure, Montréal[4]
- 2016 : Thesis Show, Galerie Mfa de l’Université Concordia, Montréal
- 2013 : Dissimulations, Galerie B-312, Montréal
- 2013 : Sous la Voûte d’une Géode, Maison de la culture de Gatineau, Gatineau

### Expositions collectives
- 2022 : « Les illusions sont réelles », Musée national des beaux-arts de Québec, Manif d'art 10 - Biennale de Québec, Québec [5]
- 2021 : 
  - « A posteriori », Art mûr, Montréal[6]
  - « Les nouveaux mouvements », Galerie d'art des jardins de Drumonville et Galerie B-312, Montréal[7]
- 2020 : « Exposition Inaugurale », Galerie Blouin Division, Montréal[8]
- 2019 : 
  - « Elsewhere a Blue Line », Kunstkraftwerk, Leipzig, Germany[9]
  - « Shapé », Maison de la culture Janine-Sutto, Montréal
- 2018 : RBC Canadian Painting Competition, The Power Plant, Toronto[10]
- 2015 : « Peinture Fraîche et Nouvelles Constructions », Galerie Art Mûr, Montréal[11]
- 2014 : RBC Painting competition, Musée des beaux-arts de Montréal, Montréal

## Prix et représentations
- 2017 : Équipe Canada, volet culturel, 8e jeux de la Francophonie – Abidjan, Côte d’Ivoire
- 2015 : Lillian Vineberg Graduate Award in Painting and Drawing
- 2015 : Prix de la Fondation Curtlands
- 2014 : Finaliste – 16e Concours de peinture RBC
- 2014 : Hélène Couture Award for Excellence in Painting and Drawing

## Musées et collections publiques
- Musée national des beaux-arts du Québec[12]
- Senvest Collection[13]